# Skyfos

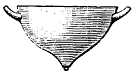
Skyfos

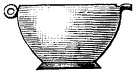
Skyfos

Skyfos, plural: skyfoi (grekiska σκύφος), var en bägare som användes i Grekland under antiken.